# Nestroyplatz (métro de Vienne)
Nestroyplatz (en allemand : U-Bahn-Station Nestroyplatz) est une station de la ligne U1 du métro de Vienne. Elle est située sur le territoire de Leopoldstadt, IIe arrondissement de Vienne en Autriche.

## Situation sur le réseau

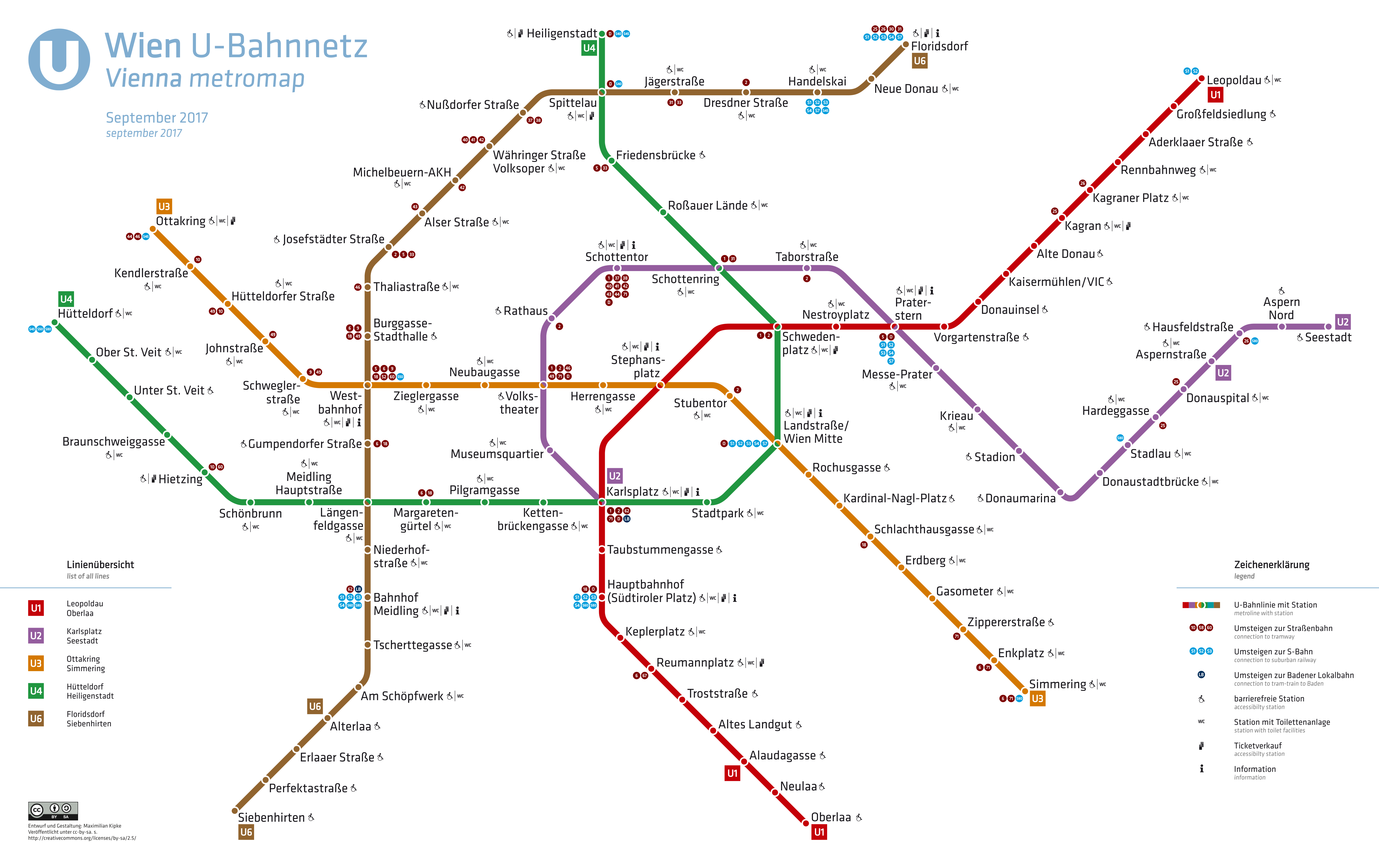
Plan du métro (2017).

Établie en souterrain, Nestroyplatz est une station de passage de la ligne U1 du métro de Vienne. Elle est située entre la station Schwedenplatz, en direction du terminus sud Oberlaa, et la station Praterstern, en direction du terminus nord Leopoldau.
Elle dispose d'un quai central encadré par les deux voies de la ligne.

## Histoire
La station Nestroyplatz est mise en service le 24 novembre 1979, lors de l'ouverture à l'exploitation de la section de Stephansplatz à Nestroyplatz de la ligne U1 du métro de Vienne. Elle devient une station de passage lors de l'ouverture du prolongement suivant, de Nestroyplatz à Praterstern le 28 février 1981.

## Services aux voyageurs

### Accès et accueil

Installations
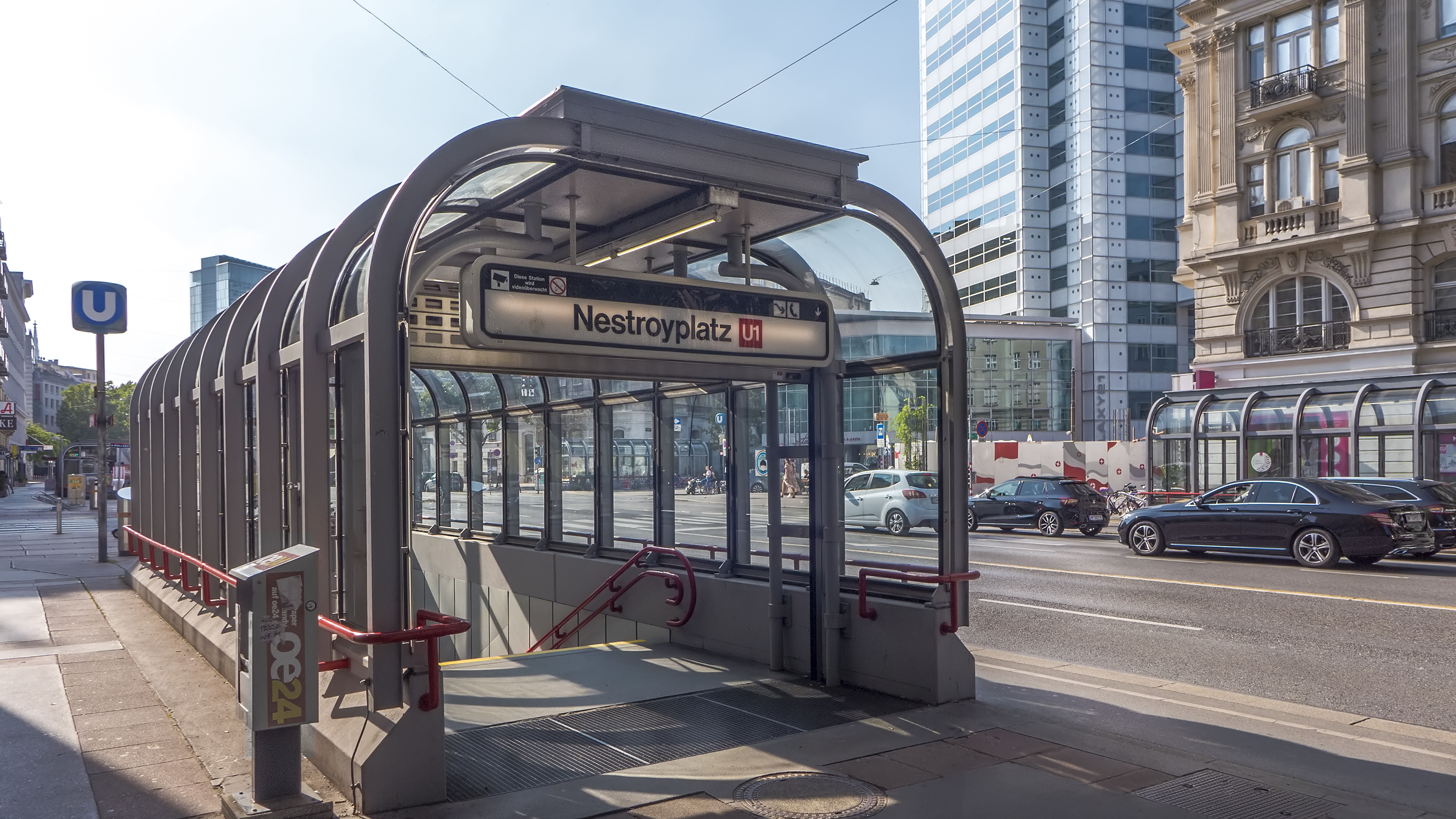
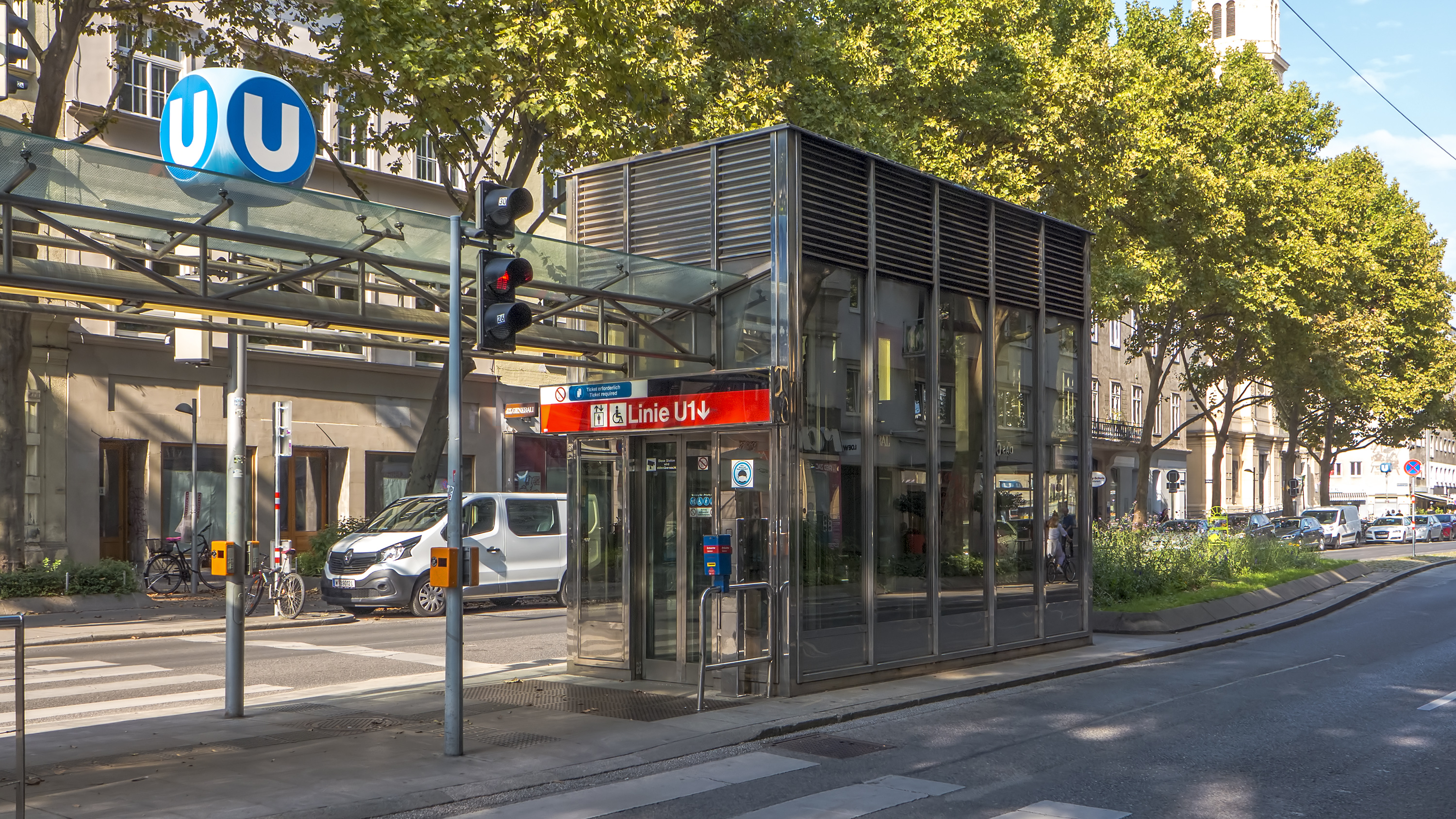
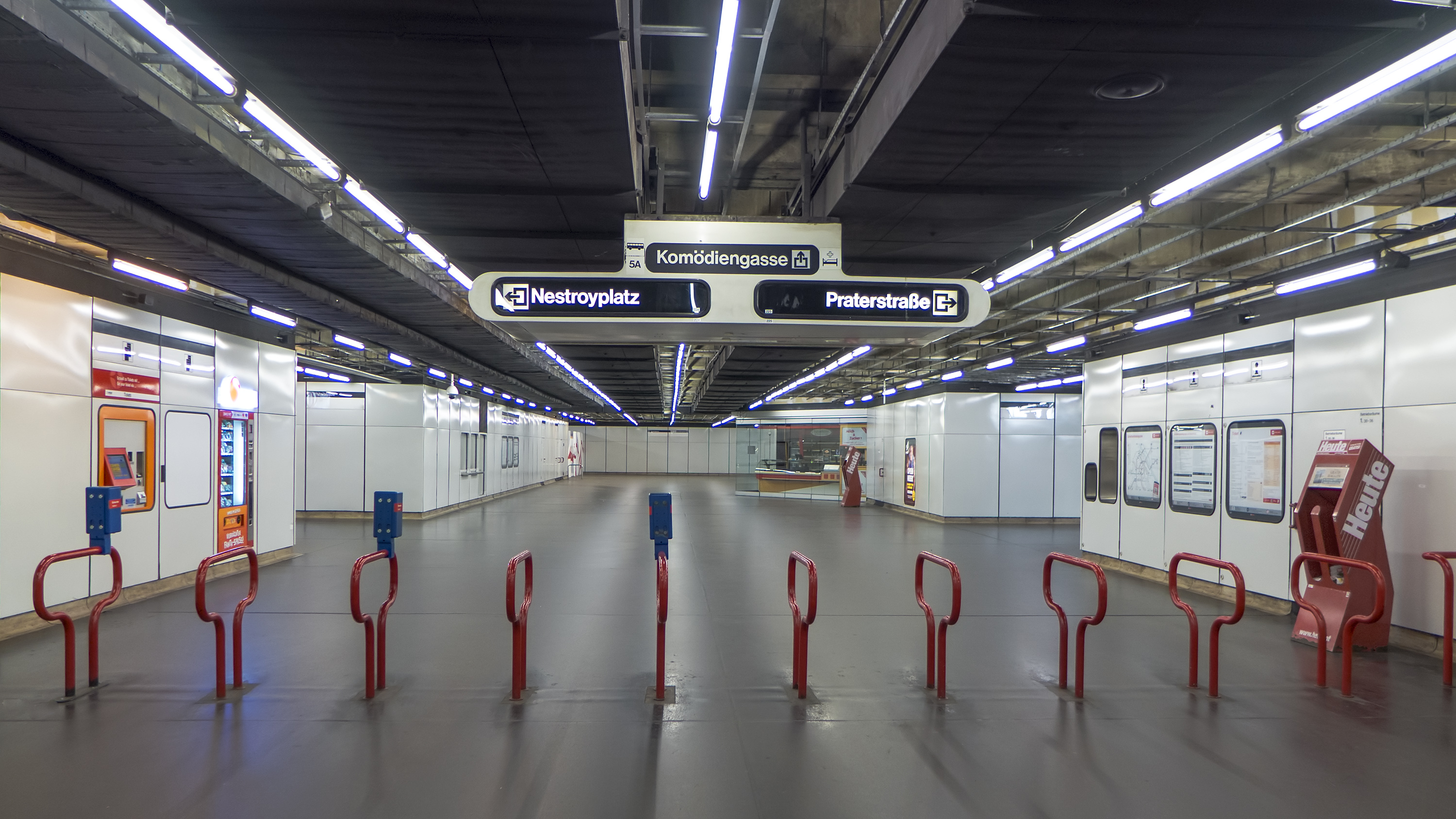

### Desserte

Installations et desserte
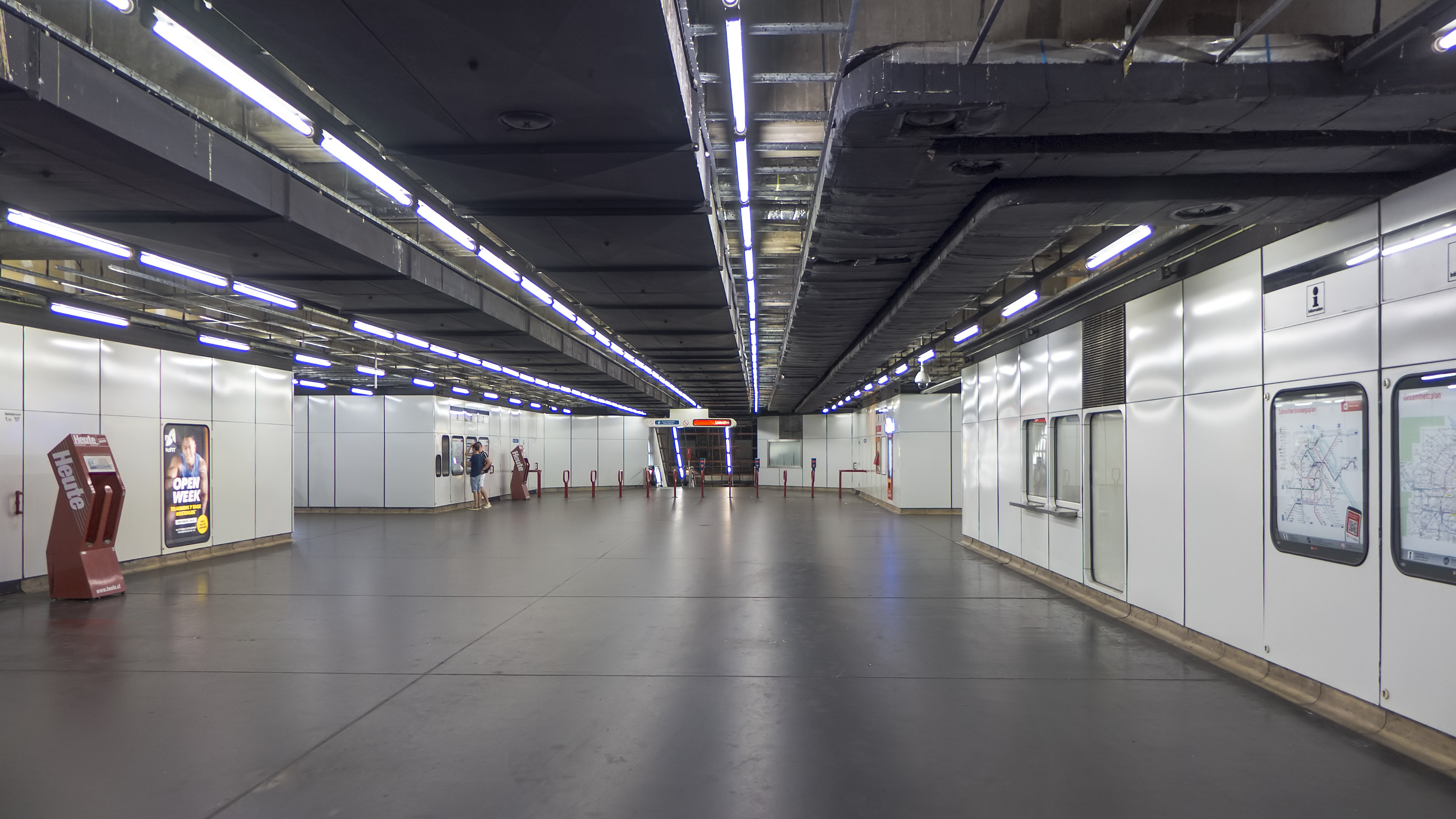
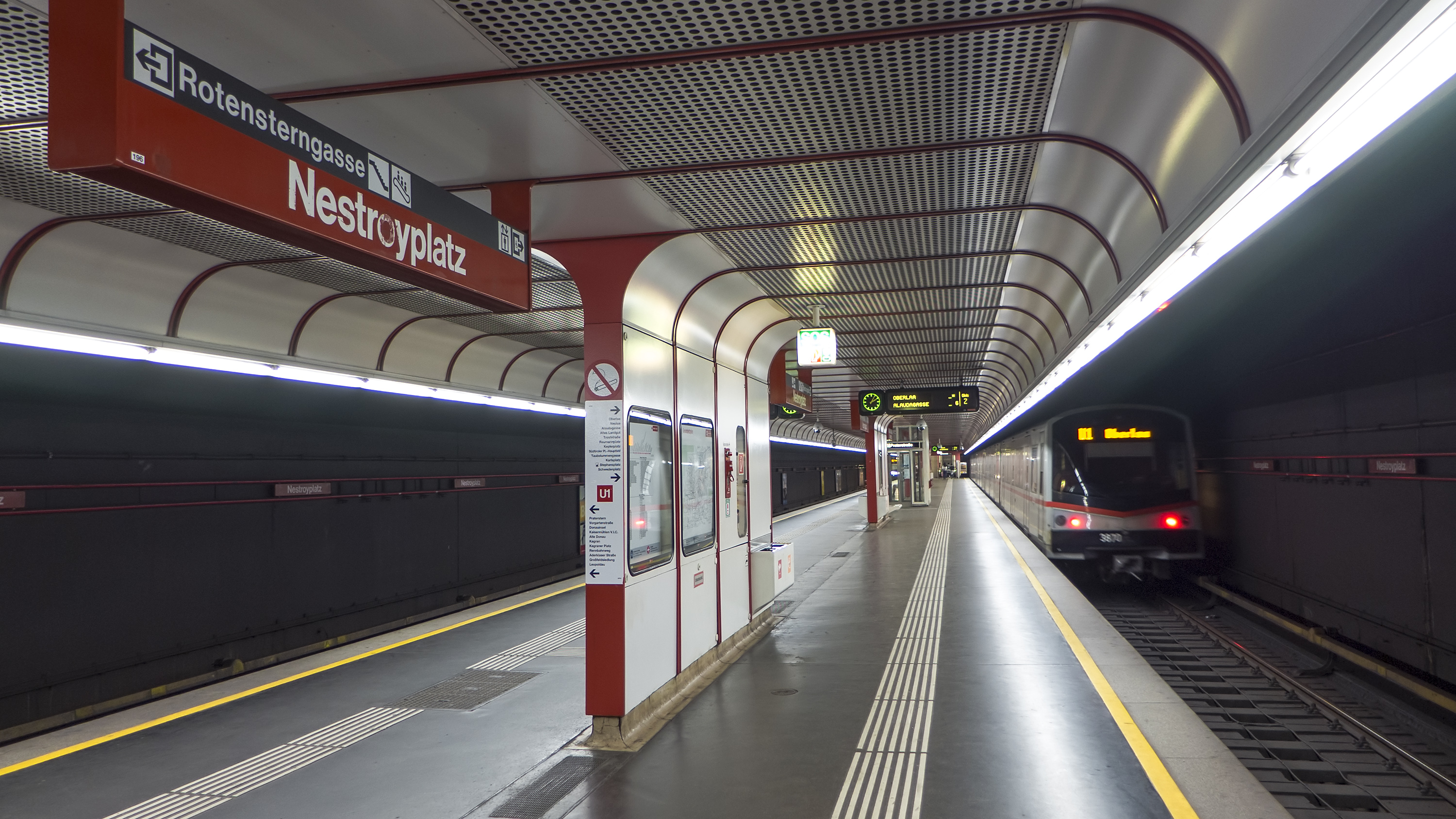
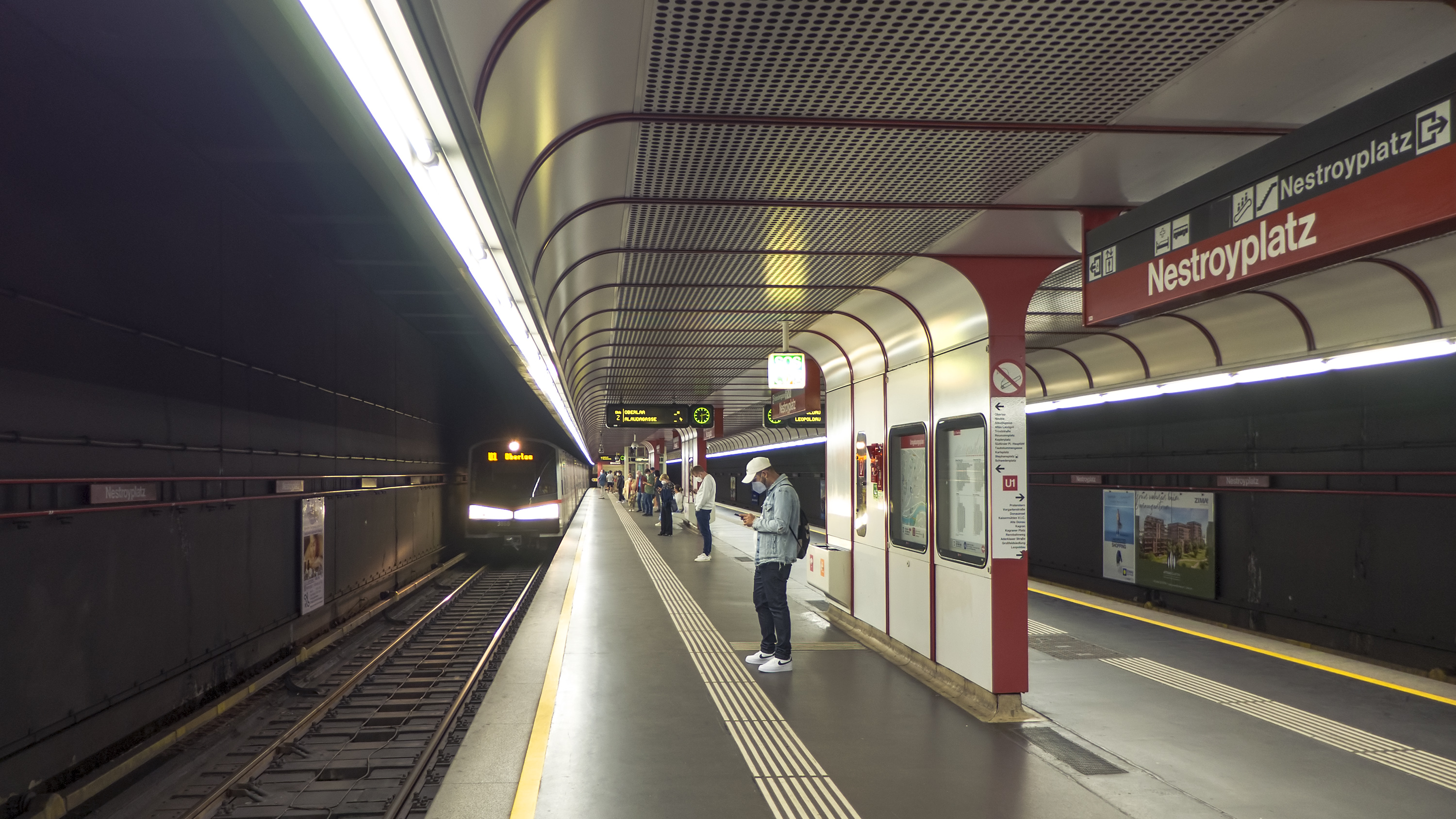